# Elementární vnoření
Elementární vnoření je matematický pojem z oblasti teorie modelů.

## Definice

### Elementární vnoření
Nechť A, B jsou dvě struktury téhož jazyka. Prosté zobrazení {\displaystyle f:A\rightarrow B} se nazývá elementární vnoření (struktury A do struktury B), je-li pro každou formuli {\displaystyle \varphi ({\overline {x}})}, kde {\displaystyle {\overline {x}}=(x_{1},\ldots ,x_{n})} jsou všechny volné proměnné vyskytující se ve {\displaystyle \varphi }, {\displaystyle (\forall {\overline {a}}\in A^{n})(A\models \varphi ({\overline {a}})\Leftrightarrow B\models \varphi (f({\overline {a}})))}.

### Elementární podstruktura, elementární podmodel
Nechť {\displaystyle A\subseteq B} jsou dvě struktury téhož jazyka, resp. dva modely téže teorie. Pak řekneme, že A je elementární podstrukturou, resp. elementárním podmodelem, B právě tehdy, když identita na A je elementární vnoření. V obou případech značíme {\displaystyle \,A\prec B}.

### Elementární rozšíření
Nechť {\displaystyle A\subseteq B} jsou dvě struktury téhož jazyka, resp. dva modely téže teorie. Pak řekneme, že B je elementární rozšíření A, je-li A elementární podstrukturou, resp. elementárním podmodelem, B.